# Gurtnellen
Gurtnellen is een gemeente en plaats in het Zwitserse kanton Uri.
Gurtnellen telt 571 inwoners.
Altdorf · Andermatt · Attinghausen · Bauen · Bürglen · Erstfeld · Flüelen · Göschenen · Gurtnellen · Hospental · Isenthal · Realp · Schattdorf · Seedorf · Seelisberg · Silenen · Sisikon · Spiringen · Unterschächen · Wassen
- Gemeinsame Normdatei: 1070113085
- Historisch woordenboek van Zwitserland: 000698
- Virtual International Authority File: 315579478